# Back Street Girl
«Back Street Girl» —en español: «Chica de los barrios bajos»— es una canción de la banda de rock británica The Rolling Stones escrita por Mick Jagger y Keith Richards. Apareció por primera vez en la versión británica de su álbum Between the Buttons, editado en 1967. Fue lanzado por primera vez en los Estados Unidos. en el álbum recopilatorio Flowers.
El crítico musical de Allmusic, Bill Janovitz, dice «El tono musical es una melancólica canción folklórica europea o de cabaret. Más específicamente, es el tipo de melodía con un simple acompañamiento de guitarra, de pandereta, y de acordeón - tocado por el Brian Jones - que Édith Piaf pudo haber cantado. Pero al ser de las sesiones de Between the Buttons, «Back Street Girl» tiene una intención satírica penetrante, como muchas de las canciones en ese disco».

## Personal
Acreditados:
- Mick Jagger: voz.
- Keith Richards: guitarra acústica.
- Brian Jones: órgano, acordeón.
- Bill Wyman: bajo.
- Charlie Watts: percusión
- Jack Nitzsche: clavecín